# ایوان (یوتا)
ایوان (به انگلیسی: Avon) یک منطقهٔ مسکونی در ایالات متحده آمریکا است که در شهرستان کش، یوتا واقع شده‌است. ایوان ۱۸٫۹ کیلومتر مربع مساحت و ۳۶۷ نفر جمعیت دارد و ۱٬۵۳۰ متر بالاتر از سطح دریا واقع شده‌است.